# Hermann Remmert
Hermann Remmert (* 29. März 1931 in Hannover; † 23. Juni 1994 in Goslar) war ein deutscher Ökologe und Professor für Ökologie an der Universität Marburg.
Er war einer der wenigen wissenschaftlichen deutschsprachigen Ökologen, die weltweites Ansehen genossen – auch wenn sich seine Mosaik-Zyklus-Theorie nicht gegen die Forest Gap Theory durchsetzen konnte.

## Leben und wissenschaftliche Schwerpunkte

### Akademischer Werdegang
Remmert wurde als Sohn eines Lehrerehepaars in Hannover geboren. Er besuchte zunächst die Grundschule in Ilten und setzte seine Schullaufbahn an der Oberschule in Lehrte fort, bevor er 1949 an der Oberschule für Jungen in Hannovre sein Abitur ablegte. Anschließend studierte er in Kiel Zoologie und Botanik sowie Geologie und Limnologie. Als Doktorand des Zoologen Adolf Remane legte er 1953 eine Dissertation zum Thema Ökologische Untersuchungen über Dipteren der Nord- und Ostsee vor.
Remmert blieb an der Christian-Albrechts-Universität zu Kiel, studierte zwischen 1955 und 1957 jedoch Philosophie und Anglistik, bevor er sich erneut der Biologie zuwandte. Nach zwei Jahren als wissenschaftlicher Assistent in Wilhelmshaven kehrte er 1957 als wissenschaftlicher Assistent für Zoologie nach Kiel zurück, wo er sein Studium mit einem Stipendium der Studienstiftung des deutschen Volkes fortsetzte. Durch seine Habilitation Der Schlüpfrhythmus der Insekten wurde Remmert 1962 zum Professor der Ökologie.
Nachdem er zunächst an der Kieler Universität als Professor für Ökologie tätig gewesen war, wurde Remmert 1968 als ordentlicher Professor für Zoologie an die Universität Erlangen-Nürnberg berufen. 1976 übernahm er den Lehrstuhl für Tierökologie an der Philipps-Universität Marburg, den er bis zu seinem Tod innehatte.

### Tätigkeitsbereiche
Als Wissenschaftler publizierte Remmert unter anderem ökologische Fallstudien und Berichte über biologische Prozesse, sowie eine Studie zur Salinitätstoleranz von Tieren. Buchveröffentlichungen schließen Werke über Algen, Insekten, Tiere der Arktis und ökologische Konzepte mit ein.
Remmerts Hauptwerk Ökologie – ein Lehrbuch erschien in fünf Auflagen und wurde in sechs Sprachen übersetzt. Für die bei Springer erscheinende Buchserie Ecological Studies sowie für die Zeitschriften Oecologia und Naturwissenschaften fungierte er als Herausgeber.
Hermann Remmert war verheiratet und Vater eines Sohnes.

## Veröffentlichungen
- Hermann Remmert: Ökologische Untersuchungen über die Dipteren der Nord- und Ostsee, Kiel 1953
- Hermann Remmert: Der Schlüpfrhythmus der Insekten, Kiel 1962
- Hermann Remmert: Arctic animal ecology (übers. v. Joy Wieser), Berlin Heidelberg New York 1980, ISBN 3-540-10169-1
- Hermann Remmert: Naturschutz. Ein Lesebuch nicht nur für Planer, Politiker und Polizisten, Publizisten und Juristen. Berlin Heidelberg 1988, ISBN 3-540-19377-4.
- Hermann Remmert: Das Mosaik-Zyklus-Konzept und seine Bedeutung für den Naturschutz. Heidelberg 1991, ISBN 978-3-924374-70-9.
- Hermann Remmert (Hrsg.): The mosaic cycle concept of ecosystems, Berlin Heidelberg New York 1991, ISBN 3-540-52502-5
- Hermann Remmert: Ökologie. 5. Auflage. Berlin Heidelberg 1992, ISBN 3-540-54732-0.